# 博洛戈耶區
57°52′N 34°03′E / 57.867°N 34.050°E
博洛戈耶區（俄语：Бологовский район），是俄羅斯的一個區，位於該國西部，由特維爾州負責管轄，面積2,463.7平方公里，2010年該區人口38,557，人口密度每平方公里15.65人。